# Gábor Paál
Gábor Paál (* 1967 in Frankfurt am Main) ist ein deutscher Wissenschaftsjournalist und Buchautor.

## Leben
Paál studierte von 1986 bis 1992 Geographie und Geowissenschaften in Frankfurt am Main und Edinburgh. Bis 2015 arbeitete er in freier Mitarbeit für den Südwestrundfunk (SWR). Er moderierte und betreute redaktionell verschiedene Sendungen auf SWR1 und SWR Kultur. Als Reporter und Autor für den SWR und andere ARD-Sender berichtete er meistens über wissenschaftliche und politische Themen und produzierte zahlreiche Rundfunk-Features.
Von 2015 bis 2019 leitete er die aktuelle Wissenschaftsredaktion im SWR, seit 2019 SWR2 Wissen, anschließend die gesamte Abteilung Wissenschaft und Bildung im SWR.  Daneben betreut er die Reihe 1000 Antworten („Frag den Paál!“) sowie das Archivradio.
In mehreren Büchern und Fachartikeln befasst sich Paál mit dem Wesen der Schönheit, insbesondere der Ästhetik von Erkenntnisprozessen. In seinem Buch „Was ist schön? Die Ästhetik in allem“ beschreibt er Schönheit als eine „Metaemotion“: eine Empfindung, der andere Gefühle und Erlebnisse zugrunde liegen. Seine Kernthese ist, dass es vier Dimensionen von Schönheit gibt, die er E-, O-, S- und K-Werte nennt und die auch beim Lernen und in der Wissenschaft eine wichtige Rolle spielen. Paál stützt sich dabei auf Erkenntnisse aus der Empirischen Ästhetik, der Kognitionspsychologie und der Systemtheorie. Winfried Menninghaus lobte das Buch: „Es bringt viele Dinge auf den Punkt und liest sich in einem Gebiet, in dem philosophische und empirische Ansätze einander gern vollständig ignorieren, wie eine Frischzellenkur.“ (Klappentext)
Viele von Paáls Berichten und Artikeln beschäftigen sich außerdem mit Fragen des Globalen Wandels. 2010 warb er für das Konzept einer Geoethik und führte den Begriff in den deutschen Sprachraum ein.
Neben seinen publizistischen Aktivitäten spielt er Klavier. 2024 erschien sein Solo-Album „Frankfurter Rhapsodien“.
Gábor Paál ist ein Enkel des ungarischen Journalisten Jób Paál.

## Bücher
- Was ist schön? – Ästhetik und Erkenntnis. Königshausen und Neumann, Würzburg 2003, ISBN 3-8260-2425-7.
- Gottes Bilder – Warum wir glauben. (Hrsg. mit Detlef Clas), Markstein-Verlag, Filderstadt 2006, ISBN 3-935129-28-9.
- Fremde Heimat – Migration weltweit. (Hrsg. mit Detlef Clas), Markstein-Verlag, Filderstadt 2007.
- Lyrik ist Logik – Gedichte aus der Wissenschaft. Vechta 2008.
- Wird ein Flugzeug schwerer, wenn ein Vogel in ihm fliegt? Frag den Paál! Das Beste aus 1000-antworten.de. Stuttgart 2012.
- Warum fallen Wolken nicht vom Himmel? Aha-Effekte für Neugierige. Stuttgart 2018.
- Was ist schön? Die Ästhetik in allem. Würzburg 2020, ISBN 978-3-8260-7104-1.

## Radio-Features (Auswahl)
- Für Börsenwert und Forschungsruhm, Deutschlandfunk, 2000[7]
- Bits für die Welt – Wege zu einer globalen Informationsgesellschaft, SWR2 Wissen, 2004
- Die programmierte Psyche, Deutschlandfunk, 2007[8]
- Der letzte Acker vor der Wüste – Agrarforschung für die Trockengebiete der Erde, 2008
- Der weltweite Kampf gegen die Drogen, Deutschlandfunk, Hintergrund, 2010.[9]
- Wälder retten, Geld kassieren? – Indonesien und der Internationale Klimaschutz, SWR2 Wissen, 2011
- Fremde Ideen – kostenlos? Deutschlandfunk, Hintergrund, 6. Juni 2011.[10]
- Wertewandel – Warum gestern böse war, was heute gut ist SWR2 Wissen, 2015
- Wie gesund ist Tee? SWR2 Wissen, 2018
- Die Vermessung der Schönheit SWR2 Wissen, 2020
- Tee in der Weltgeschichte SWR2 Wissen, 2022
- Über Antisemitismus sprechen (1) – Was hilft gegen Judenhass?, SWR2 Wissen, 2024

## Auszeichnungen
- Heurekapreis für Wissenschaftsjournalismus (2001)
- Medienpreis Entwicklungspolitik (2005)
- Medienpreis der Deutschen Geographie (2007)
- Einer von 10 Wissenschaftsjournalisten des Jahres 2007 (Medium Magazin)
- RWTH-Preis für Wissenschaftsjournalismus (2009)
- UmweltMedienpreis in der Kategorie Hörfunk (2013)
- UMSICHT-Wissenschaftspreis (2014)